# Wesley LaViolette
Wesley LaViolette   (St. James, 4 de gener de 1894 - Escondido, 29 de juliol de 1978) va ser un músic estatunidenc que va compondre, va dirigir, va fer conferències i va escriure sobre música. També va ser un poeta i teòric de la música. Com a educador, va assessorar Shorty Rogers, Jimmy Giuffre, John Graas, George Perle, Florence Price, Bob Carter, Bob Florence i Robert Erickson i l'escriptor William Irwin Thompson. LaViolette va ser una figura important en l'escena de jazz de la costa oest de la dècada de 1950.

## Carrera
LaViolette va obtenir la seva llicenciatura en música per la Universitat del Nord-Oest el 1917. Va obtenir tres títols de postgrau. De 1923 a 1933, LaViolette va ser degà del Chicago Musical College. Va exercir de director per a "De Paul University School of Music" des de 1933 fins a 1938. El 1930 va rebre el "David Bispham Medal Award" per la seva òpera Falstaff (o possiblement Shylock).

A la dècada de 1950 LaViolette va ser el professor de molts escriptors i intèrprets associats a l'escena de jazz de la Costa Oest. LaViolette va donar suport a la seva tasca, anomenant-los 
| « | <"la contribució musical dels Estats Units a demà... No sempre m'agrada el que fan, però la respecto".> | » |

## Composicions seleccionades
- Largo Lyrico, quartet de corda (1941)
- Preludi i aria, obra simfònica (1941); estrenada per l'Orquestra Simfònica de Cincinnati el 14 i 15 de novembre de 1941[7]
- Tardor, de Cançons d'amor, cicle de cançons basat en composicions de Chopin, per a contralt, piano i orquestra; música: Alexander Laszlo, paraules: Wesley LaViolette (1954)
- Iridescència, de Cançons d'amor, cicle de cançons basat en composicions de Chopin, per a contralt, piano i orquestra; música: Alexander Laszlo, paraules: Wesley LaViolette (1954)
- Temps lila, de Cançons d'amor, un cicle de cançons basat en composicions Chopin, per a contralt, piano i orquestra; música: Alexander Laszlo, paraules: Wesley LaViolette (1954)
- Love river, de Cançons d'amor, un cicle de cançons basat en composicions de Chopin, per a contralt, piano i orquestra; música: Alexander Laszlo, paraules: Wesley LaViolette (1954)
- The Wayfarer: An Interpretation of the Dhammapada, publicat per DeVores & Co. (1956)
- Charade, per a quatre flautes (1946)
- Sonata, per a flauta i piano (1946)

## Col·leccions
La Col·lecció LaViolette (que inclouen gravacions pròpies, llibres, partitures, fotografies i papers personals) està arxivada a The Los Angeles Jazz Institute, California State University, Long Beach.
El manuscrit original de la primera simfonia de LaViolette (1935) es troba a la Biblioteca del Congrés, Washington, DC.

## Càrrecs professionals
- Professor de composició musical, Universitat DePaul, Chicago
- Professor de Composició Musical, Conservatori Americà de Música, Chicago
- Professor de composició musical, Thornton School of Music, Universitat del sud de Califòrnia, Los Angeles.